# Três Corações
Três Corações là một đô thị thuộc bang Minas Gerais, Brasil. Đô thị này có diện tích 825,924 km², dân số năm 2007 là 71737 người, mật độ 86,4 người/km².

## Khí hậu
Três Corações có khí hậu cận nhiệt đới ẩm (phân loại khí hậu Köppen Cwa) đặc trưng bởi mùa hè ẩm ướt, ấm áp và mùa đông khô mát.
| Dữ liệu khí hậu của Três Corações | Dữ liệu khí hậu của Três Corações | Dữ liệu khí hậu của Três Corações | Dữ liệu khí hậu của Três Corações | Dữ liệu khí hậu của Três Corações | Dữ liệu khí hậu của Três Corações | Dữ liệu khí hậu của Três Corações | Dữ liệu khí hậu của Três Corações | Dữ liệu khí hậu của Três Corações | Dữ liệu khí hậu của Três Corações | Dữ liệu khí hậu của Três Corações | Dữ liệu khí hậu của Três Corações | Dữ liệu khí hậu của Três Corações | Dữ liệu khí hậu của Três Corações |
| Tháng                             | 1                                 | 2                                 | 3                                 | 4                                 | 5                                 | 6                                 | 7                                 | 8                                 | 9                                 | 10                                | 11                                | 12                                | Năm                               |
| --------------------------------- | --------------------------------- | --------------------------------- | --------------------------------- | --------------------------------- | --------------------------------- | --------------------------------- | --------------------------------- | --------------------------------- | --------------------------------- | --------------------------------- | --------------------------------- | --------------------------------- | --------------------------------- |
| Trung bình ngày tối đa °C (°F)    | 29.1 (84.4)                       | 29.1 (84.4)                       | 28 (82)                           | 26.7 (80.1)                       | 24.9 (76.8)                       | 23.8 (74.8)                       | 23.9 (75.0)                       | 26.5 (79.7)                       | 27.5 (81.5)                       | 27.5 (81.5)                       | 27.8 (82.0)                       | 27.8 (82.0)                       | 26.9 (80.4)                       |
| Trung bình ngày °C (°F)           | 22.3 (72.1)                       | 22.3 (72.1)                       | 21.2 (70.2)                       | 19.5 (67.1)                       | 16.8 (62.2)                       | 14.9 (58.8)                       | 15.1 (59.2)                       | 16.9 (62.4)                       | 18.9 (66.0)                       | 20.3 (68.5)                       | 20.9 (69.6)                       | 21.4 (70.5)                       | 19.2 (66.6)                       |
| Tối thiểu trung bình ngày °C (°F) | 17.5 (63.5)                       | 17.6 (63.7)                       | 16.5 (61.7)                       | 14.0 (57.2)                       | 10.6 (51.1)                       | 8.0 (46.4)                        | 8.2 (46.8)                        | 9.5 (49.1)                        | 12.3 (54.1)                       | 14.6 (58.3)                       | 15.8 (60.4)                       | 16.9 (62.4)                       | 13.5 (56.2)                       |
| Lượng mưa trung bình mm (inches)  | 258.7 (10.19)                     | 221.3 (8.71)                      | 182.5 (7.19)                      | 52.2 (2.06)                       | 36.0 (1.42)                       | 19.2 (0.76)                       | 13.1 (0.52)                       | 18.0 (0.71)                       | 68.5 (2.70)                       | 128.6 (5.06)                      | 181.4 (7.14)                      | 272.2 (10.72)                     | 1.451,7 (57.18)                   |
| Nguồn: INMET                      |                                   |                                   |                                   |                                   |                                   |                                   |                                   |                                   |                                   |                                   |                                   |                                   |                                   |